# حملة الأنبار (2015-2016)
حملة الأنبار هي حملة عسكرية شنتها القوات المسلحة العراقية وحلفاؤها بهدف استعادة مناطق محافظة الأنبار التي احتلتها تنظيم الدولة الإسلامية في العراق والشام (داعش)، متضمنة مدينة الرمادي التي استولى عليها تنظيم الدولة الإسلامية في وقت سابق من عام 2015. وساعدت الولايات المتحدة ودول أخرى العراق عن طريق الضربات الجوية.

## خلفية
في 17 أيار/مايو 2015، استولى تنظيم داعش على مدينة الرمادي، بعد أن شن موجات متعددة من الهجمات الانتحارية خلال عاصف رملية، مماأدى إلى انسحاب القوات العراقية من المدينة.

## الهجوم

### الهجوم الأولي
وفي فجر 13 تموز يوليو، شن الجيش العراقي، بدعم من الميليشيات الشيعية والسنية الموالية للحكومة، هجوما على عدة جبهات في الانبار، بما في ذلك في الرمادي. وذكرت مصادر الشرطة في المقاطعة أن القوات العراقية إندفعت نحو الرمادي من الغرب والجنوب. ووفقا لأنصار داعش، فإن المسلحون قد صدوا التقدم الذي أحرزته القوات العراقية.

وعند ظهر اليوم استعاد الجيش العراقي إستاد الرمادي الأوليمبي في غرب الرمادي ووصل إلى الجزء الشرقي من المدينة. ووفقا للمسؤولين العراقيين، دفع المقاتلون المواليون للحكومة أيضا المتطرفين من المناطق الشرقية من الرمادي.
 وفي 20 يوليو، تم تدمير الإستاد الأوليمبي من قبل مقاتلي داعش بمتفجرات تنفجر عن بعد. وقال مسؤولون عسكريون أن عددا من مقاتلي الحشد الشعبي ربما كانوا داخل الاستاد وقت تدميره لكنهم لم يقدموا أرقاما للإصابات.
 وفي 23 تموز/يوليو، أعلنت الحكومة العراقية انها نشرت القوات العراقية المدربة من قبل الولايات المتحدة للمرة الأولى لإستعادة الرمادي. وقال قادة الميليشيات الشيعية إن التركيز الرئيسي لهم ينصب حاليا على استعادة الفلوجة بدلا من الرمادي وأشارت الحكومة العراقية إلى انه لن يتم استخدام مقاتلي هذه الميليشيات لتحرير الرمادي.
 وفي 26 تموز/يوليو، إستعادت قوات من أجهزه مكافحة الإرهاب العراقية السيطرة الكاملة على جامعة الانبار من مقاتلي داعش بدعم من الجيش العراقي والدعم الجوي من التحالف الدولي والطائرات العراقية. وفي 29 تموز/يوليو، قتل 12 جنديا عراقيا عندما إصطدم انتحاريين من داعش بسيارتيين محملتين بمتفجرات بقوات منتشرة خارج مجمع الجامعة.
 وفي 11 أب/أغسطس، قال مسؤول كبير بالتحالف إن القوات العراقية حاصرت المدينة وتستعد لشن هجوم نهائي لإستعادتها.
 وفي 23 أب/أغسطس، قتلت داعش 23 جنديا عراقيا من بينهم 17 جنديا عسكريا عراقيا و6 مقاتلين سنيين في هجوم انطوى على استخدام الانتحاريين والمدفعية.
 وفي 25 أب/أغسطس، صدت القوات العراقية هجوما انتحاريا في غرب الرمادي بتدمير ثلاث مركبات مفخخة وقتل كل من بداخلها. وفي 27 آب/أغسطس، قتل اثنان من ألوية الجيش العراقي و3 جنود في هجوم انتحاري وجُرحَ 10 جنود.

وفي 10 سبتمبر/أيلول، شنّ التحالف بقيادة الولايات المتحدة الأمريكية غارة جوية فدمّرت قاعدة عمليات داعش ومنطقة المدرجات في ملعب مدينة الرمادي.
 وفي 15 أيلول/سبتمبر، ذكرت الانباء أن قوة قوامها 160 جنديا أمريكيا وصلت إلى قاعدة الحبانية الجوية لتساعد الجيش العراقي على استعادة الرمادي. كما أشارت التقارير غير المؤكدة إلى أن الولايات المتحدة وافقت على المشاركة في القتال البري ضد داعش إذا انسحبت قوات الجبهة الشعبية [مبهم] من الانبار.
 بيد إن متحدثا باسم الجيش العراقي نفى هذه التقارير قائلا إن القوات الأمريكية في القاعدة الجوية كانت هناك لمجرد تقديم المشورة العسكرية وتنسيق الغارات ضد أهداف داعش. كما نفي المتحدث باسم الجبهة الشعبية كريم النوري هذه التقارير قائلا إن قوات الجبهة الشعبية مازالت منتشرة في الانبار.

### توقف الحملة
وبحلول أواخر أيلول/سبتمبر، كانت عملية استعادة الرمادي قد توقفت، حيث تمركزت قوات الأمن العراقية في ضواحي الرمادي، ولكنها لم تتمكن من شن غارة على المدينة. كما إن المشاحنات السياسية بين الميليشيات المدعومة من إيران وأدارة العبادي تعوق الهجمات المحتملة. وفي 25 أيلول/سبتمبر، حثت الولايات المتحدة الجيش العراقي على الإسراع بإعادة بدء العملية، وإعترفت بأن «العراقيين لم يحرزوا أي تقدم كبير في الآونة الأخيرة».

### إعادة تسيير العمليات
وفي 7 تشرين الأول/أكتوبر، جددت القوات العراقية عملياتها في الرمادي، وإستولت على عدة مناطق في الشمال والغرب، بما في ذلك الطريق الرئيسي غرب الرمادي. وبحلول 13 تشرين الأول/أكتوبر، تقدمت القوات العراقية على بعد 15 كيلومترا وطوقت المدينة وفقا لما ذكره المسؤولون الأمريكيون. وقد وصلت تعزيزات عسكرية عراقية أخرى إلى بلدة الخالدية المجاورة في العاشر من تشرين الثاني/نوفمبر إستعدادا لهجوم آخر على الرمادي. في 14 تشرين الثاني/نوفمبر إستولت القوات العراقية على مقر مديرية الطوارئ في الرمادي.

### معركة الرمادي
في 25 نوفمبر/تشرين الثاني، شنت القوات العراقية هجوما لإستعادة الرمادي، مما أدى إلى قطع آخر خط إمداد في مدينة الرمادي، عبر نهر الفرات، من خلال الإستيلاء على جسر فلسطين الاستراتيجي.
وفي الثامن من كانون الأول/ديسمبر، إقتحمت القوات العراقية المدينة وإستولت على بلدة التأمين، وهي منطقة رئيسية في المنطقة الجنوبية الغربية من الرمادي. كما استعاد الجيش العراقي مركز مراقبة عمليات الأنبار، بالقرب من الجسر الفلسطيني. في 10 كانون الأول/ديسمبر، نسفت قوات داعش سد الورار
 الذي يربط مركز مراقبة عمليات الانبار بالجزء الشمالي الغربي من مدينة الرمادي، تاركا جسر القاسم آخر جسر قائم في الرمادي.
في 22 ديسمبر/كانون الأول، تقدمت القوات العراقية إلى وسط مدينة الرمادي، وتوجهت نحو المجمع الحكومي الرئيسي. تم إطلاق الهجوم من منطقتي التأميم والحميرة في الجنوب الغربي والجنوب، شمالا على 3 محاور في حي الحوز المركزي، ومقاطعات الأندلس والملعب إلى الشرق. وفي 27 كانون الأول/ديسمبر، استولى الجيش العراقي على المجمع الحكومي، وبعد ذلك أعلنوا النصر في الرمادي وزعموا انهم يسيطرون تماما على مركز المدينة. غير انه تأكد في اليوم التالي إن داعش لا يزال يسيطر على 30 في المائة من المدينة. وفي 30 كانون الأول/ديسمبر 2015، قام رئيس الوزراء العراقي بزيارة الرمادي ورفع العلم العراقي في المجمع الحكومي. وذكر إن الخسائر التي أصابت داعش خلال المعركة كانت مرتفعة، بينما كانت الخسائر في صفوف الجيش العراقي منخفضة.
في 3 كانون الثاني/يناير 2016، أعلنت الحكومة العراقية إنها إستعادت 80 في المائة من مدينة الرمادي، وان ما تبقى من قوات داعش موجود في منطقتي الملعب وشارع العشرين من المدينة. وفي 20 كانون الثاني/يناير، أفيد بأن مدينة الرمادي قد طهرت من قوات داعش، بعد أكثر من ستة أشهر من القتال. بدأت القوات العراقية في التحرك شرقا إلى جزيرة الخالدية، بعد تطهير الأحياء التي تقع بالقرب من المنطقة. وفي 21 كانون الثاني/يناير، هنأ نائب الرئيس الأمريكي جو بايدن قوات الأمن العراقية، على تحرير مدينة الرمادي من سيطرة داعش، خلال اجتماع مع رئيس الوزراء العراقي حيدر العبادي.
وفي 22 كانون الثاني/يناير، دخلت القوات العراقية بالكامل منطقة السجّارية، ودخلت أيضا المناطق التي يحتلها التنظيم في مقاطعتي الجنابة والحصيبة، شرق الرمادي. في 23 كانون الثاني/يناير، شنت داعش هجمات انتحارية في منطقة 70 كيلو غرب الرمادي، وفي تل مشهيدة شرق الرمادي، فضلا عن مناطق شمال الرمادي؛ وأدت المصادمات والغارات الجوية التي تلت ذلك إلى مقتل 62 من مقاتلي داعش و 48 مقاتل عراقي. وفي 24 كانون الثاني/يناير، قال وزير الدفاع العراقي أن الجيش العراقي يستعد لشن هجوم على الموصل، مشيرا إلى أن قوات الجيش والتحالف العراقية هزمت داعش في الرمادي. وفي وقت لاحق من اليوم نفسه، أُلقيَ القبض على 190 شخص يشتبه في تعاونهم مع داعش في الرمادي. وفي 26 كانون الثاني/يناير، عثر الجيش العراقي على مقر داعش ودمره في شرق الرمادي، في منطقة الصوفية، مما أسفر عن مقتل 6 من مقاتلي داعش على الأقل.
وخلال الأسبوع التالي، ومع محاصرة الجيش العراقي لمنطقة السجّارية، والتي كانت آخر مناطق الرمادي الواقعة في قبضة داعش، أطلق التنظيم عدة موجات من الهجمات الانتحارية في الرمادي، مماأدى إلى مقتل العشرات من الجنود العراقيين. وفي الرابع من شباط/فبراير 2016، استعاد الجيش العراقي منطقة السجّارية، وطرد داعش من الرمادي بالكامل. كانت معركة الرمادي في الفترة ما بين عامي 2015 و 2016 هي أولى المعارك، منذ سقوط الموصل، التي لعب فيها الجيش العراقي الدور الرئيسي في مكافحة داعش.

### معركة الخالدية
وفي الأول من شباط/فبراير، شن الجيش العراقي هجوما على منطقة جزيرة الخالدية الواقعة بين قريتي آل بوناصر وآل بو شجل الواقعتين بين الرمادي والفلوجة. وفي الثاني من شباط/فبراير، قطع الجيش العراقي بالكامل آخر خطوط الإمداد بين منطقة جزيرة الخالدية ومدينة الفلوجة، وتمت محاصرة المدينة بالكامل. وقد أدى ذلك إلى القلق من أن ما يقدر ب 30,000 من المدنيين المحاصرين في الفلوجة سيتضورون جوعا بسبب نقص الإمدادات الجوية في المدينة. في 4 فبراير/شباط، بعد استعادة مدينة الرمادي من داعش، تحولت العمليات الهجومية شرقا إلى جزيرة الخالدية.
وفي الثامن من شباط/فبراير، استعاد الجيش العراقي منطقة الجويبة، شرق الرمادي، شرق منطقة السجّارية. في التاسع من شباط/فبراير، دخلت القوات العراقية مركز الحصيبة، وهي آخر قرية يحتلها تنظيم داعش إلى الشرق من الرمادي. وفي وقت لاحق من اليوم نفسه، استعاد الجيش العراقي بالكامل منطقة الحصيبة الشرقية، على بعد حوالي 10 كيلومتر إلى الشرق من الرمادي، وبالتالي تم طرد داعش تماما من ضواحي الرمادي. قتل العشرات من مقاتلي داعش في الاشتباكات التي وقعت في الحصيبة. بدأ الجيش العراقي أيضا بإجلاء 1,500 مدنيا من منطقة الحصيبة الشرقية. بعد ذلك، أعادت الحكومة العراقية فتح طريق الرمادي-الحبانية السريع. وكان لا يزال البعض من مسلحو داعش مختبئين في بعض المزارع في جزيرة الخالدية، إلى الشمال من مدينة الخالدية. وفي 10 شباط/فبراير، ذُكر أن الجيش العراقي استعاد بالكامل منطقة الخالدية، بما في ذلك منطقة جزيرة الخالدية، ولكن القتال تجدد في جزيرة الخالدية منذ آذار/مارس 2016، حيث كان لا يزال هنالك مقاومة في المنطقة . بدأ الجيش هجوما جديدا في 25 أيار/مايو 2016.
وفي 14 شباط/فبراير، قتلت غارة جوية عراقية أحد قادة داعش في منطقة الكرطان في منطقة الخالدية، إلى جانب 14 من المقاتلين الآخرين من داعش. وفي وقت لاحق من اليوم نفسه، أفادت الحكومة العراقية بأن منطقة الصادقية في الخالدية الشرقية كانت جاهزة لعودة المدنيين المشردين، بعد تفكيك الاجهزة الأمنية للعبوات الناسفة التي خلفها تنظيم داعش في المنطقة. وفي 16 شباط/فبراير، قام الجيش العراقي بعملية تطهير في منطقة الحميدية، إلى الشمال الشرقي من منطقة الرمادي في آل بوغانم. وفي 19 شباط/فبراير، قام الجيش العراقي بتطهير منطقة الحميدية بالكامل من قوات داعش، مما ادى إلى مقتل العشرات من مقاتلي داعش. في 21 فبراير، قصف التحالف بقيادة الولايات المتحدة تجمعا لداعش في جزيرة الخالدية، مما أسفر عن مقتل 7 من قادة داعش.

### حصار الفلوجة
في الفترة من 15 إلى 19 شباط/فبراير، شن الجيش العراقي هجوماً على بلدة الكرمة، شمال شرق الفلوجة، مما أدى إلى مقتل عشرات من مقاتلي داعش.
وفي 18 شباط/فبراير، ثار عدد كبير من رجال القبائل السنة المحليين ضد داعش، بعد قيام التنظيم بضرب إمراة، إضافة للعديد من الممارسات التقييدية التي فرضتها شرطة الحسبة السرية، وسط حصار مستمر. وأفادت الأنباء أن داعش إنسحب إلى مدينة الفلوجة بعد أن أحرق المواطنون المحليون مقر الحسبة وإنتشرت الاشتباكات. وفي 20 شباط/فبراير، بدأت الاشتباكات تخمد حيث بدأ داعش بالقيام بعمليات اعتقال جماعية، وذكر انه لا يزال هناك بعض المقاتلين السنة الذين كانوا محاصرين في أجزاء من الفلوجة، والذين يُحتمل أن ُيذبحوا إذا لم تتدخل الحكومة العراقية أو التحالف. في 21 شباط/فبراير، بدأ الجيش العراقي بقصف مواقع داعش في ضواحي الفلوجة، دعما للمقاتلين المحليين هناك. وفي وقت متاخر من نفس اليوم، سحقت داعش التمرد واحتجزت 180 رجلا. بيد أن الجيش العراقي قام في اليوم نفسه بنشر تعزيزات في الفلوجة إستعدادا لاقتحام المدينة.
في 23 شباط/فبراير، استعاد الجيش العراقي بلدة الكرمة بالكامل، بعد أن دمر آخر معقل لتنظيم داعش في البلدة. وفي 24 شباط/فبراير، قتلت غارة جوية للتحالف 30 من مقاتلي داعش في منطقة الكرمة الفرعية، شرق الفلوجة مباشرة.

في 25 شباط/فبراير، صرح محافظ الانبار العراقي بأن معركة الفلوجة ستبدأ قريبا، وإنها ستكون أقصر بكثير من معركة الرمادي. وفي 27 شباط/فبراير، أبلغت الحكومة العراقية أن 600 من مقاتلي داعش تمكنوا من الفرار من الفلوجة إلى المناطق المجاورة وإلى مدينة الموصل.
في 28 شباط/فبراير، صدت قوات الحشد الشعبي هجوم من قبل قوات داعش على الكرمة، والذي وصف بأنه واحد من أكبر الهجمات على المدينة. وفي وقت لاحق من اليوم نفسه، صدت قوات الحكومة العراقية هجوما انتحاريا واسع النطاق في أبو غريب وغرب بغداد، وهو أكبر هجوم قامت به الجماعة في المنطقة منذ ما يقرب من سنتين. وقد أسفر الهجوم عن مقتل 48 من مقاتلي داعش و 23 جنديا عراقيا. وقد شن الجيش العراقي هجوما على مدينة الفلوجة وحرر المستشفى واستولى على الكرمة يوم 23 مايو 2016. في 26 يونيو 2016 قام الجيش العراقي بتحرير الفلوجة بعد تحرير حي الجولان وهو الحي الأخير الواقع تحت سيطرة داعش.

### معركة هيت
في 19 شباط/فبراير، تم الكشف عن إن الهدف التالي للعمليات العسكرية العراقية في محافظة الانبار سيكون بلدة هيت، حيث يقدر عدد المدنيين بحوالي 12,000 مدنيا، وعدد المسلحين من 300 إلى 400 مسلح في المدينة، والعديد من المسلحين الآخرين في المنطقة المحيطة. وفي 23 شباط/فبراير، نشرت الحكومة العراقية تعزيزات في قاعدة عين الأسد الجوية بالقرب من هيت، إستعدادا لشن هجوم في المستقبل لإعاده الإستيلاء على كل من كبيسة وهيت الواقعتين تحت سيطرة داعش. وفي اليوم نفسه، إندلعت مصادمات بين رجال القبائل السنة المحليين وقوات داعش في هيت. وفي اليوم التالي، دمر التحالف الذي تقوده الولايات المتحدة مقر داعش في هيت وكبيسة، مما أسفر عن مقتل العديد من مسلحي داعش. وفي 28 شباط/فبراير، أبلغت الحكومة العراقية المدنيين في كبيسة وهيت بوجوب المغادرة في غضون 48 ساعة، لتجنب هجوم وشيك يهدف لإعادة الإستيلاء على تلك المناطق.
في 12 مارس شنت الحكومة العراقية هجوما لإعادة الإستيلاء على منطقة هيت المعروفة أيضا باسم عملية وشق الصحراء. وفي اليوم نفسه، شنت قوات التحالف بقيادة الولايات المتحدة عدة غارات جوية داخل هيت، مما ادى إلى مقتل عدد من قادة ومسلحي داعش، وهو ما أكده مسؤولون عراقيون.
في 17 آذار/مارس، أخرجت قوات الأمن العراقية وحلفاءها قوات داعش من المحمدي، الواقع جنوب شرق هيت وفي 21 آذار/مارس، وصل الجيش العراقي إلى مسافة كيلومتر واحد من الضواحي الشرقية لهذه المنطقة في اليوم نفسه، أوقفت القوات العراقية العمليات، لإعطاء المدنيين المتبقيين في المنطقة الوقت للفرار.
 في 19 مارس/آذار، استعاد الجيش العراقي بلدة كبيسة، إلى الغرب من الجنوب الغربي من هيت.
في 1 أبريل/نيسان، استعاد الجيش العراقي الحافة الشمالية للمدينة. وقد تردد أن الهجوم قد تأخر في وقت سابق بسبب مئات القنابل التي زرعت في المنطقة المحيطة بها والتي ابطأت التقدم لعدة أيام. وعلاوة على ذلك، أفيد بأن عددا كبيرا من القوات قد سُحِبت من محافظة الأنبار في وقت سابق لحماية المتظاهرين في بغداد، مما أدى أيضا إلى حدوث تأخيرات.
في 5 أبريل/نيسان، أفيد بأن قوات الأمن العراقية استولت على أكثر من 70٪ من منطقة هيت. ونقل التلفزيون الحكومي عن قائد محلي قوله إن الجيش هزم تنظيم داعش في المدينة، لكن القتال ما زال مستمرا. ويبدو أن سيطرة الجيش العراقي على المدينة غير مكتملة وهشة. وأبلغ قائد عراقي أن المتمردين حاولوا استعادة الشارع الرئيسي ولكنهم صُدُّوا. كما تمكنت القوات العراقية من الإستيلاء على المجمع الحكومي ورفع العلم العراقي على مبنى رئيسي بعد انسحاب مقاتلي داعش من وسط المدينة والجزء الشرقي.
وفي 8 أبريل/نيسان، إستعادت القوات العراقية مركز مدينة هيت، وطردت قوات داعش من معظم المدينة، لكن القتال استمر في المدينة. قتل ما لا يقل عن 30 جنديا عراقيا، وأصيب أكثر من 50 جنديا في الاشتباكات.
وفي 14 أبريل/نيسان، إستعادت القوات العراقية مدينة هيت بالكامل.

### معركة الرطبة
وفي 13 آذار/مارس، ذكر أحد كبار الجنرالات العراقيين أن داعش انسحب تماما من مدينة الرطبة إلى القائم بعد أن بدأوا المغادرة في الليلة السابقة. وأكد أحد أعضاء مجلس الأمن في الانبار خبر هذا الانسحاب. وأفيد أيضا بأن داعش قد هجر مدينة كبيسة أيضا، وإنهم إنسحبوا أيضا من هيت إلى حد ما، حيث قصفت الطائرات الحربية العراقية المسلحين المتراجعين. وكانت هذه هي المرة الأولى التي ينسحب فيها التنظيم من منطقة حضرية رئيسية دون قتال فعلي، وجاء الانسحاب بعد الخسائر الأخيرة لتنظيم داعش في سوريا وفي الانبار، بما في ذلك الهجوم الأخير على هيت، مع ذلك، عادت داعش إلى البلدة في اليوم التالي.
وفي 16 أيار/مايو، شن الجيش العراقي هجوما لإعادة الإستيلاء على مدينة الرطبة، وعلى بقية مناطقها. هاجم الجيش العراقي المدينة من ثلاثة اتجاهات. صرح مسؤول أمريكي بأن تنظيم داعش لم يدافع عن الرطبة كما فعل في الرمادي أو الفلوجة، وأنه كان هناك 100 إلى عدة مئات من مقاتلي داعش متمركزين في البلدة. وفي 17 أيار/مايو، استعاد الجيش العراقي السيطرة الكاملة على الرطبة والمناطق المحيطة بها. خلال المصادمات، قتل ما لا يقل عن 4 جنود عراقيين وجرح خمسه آخرون، وحوالي 100 من مقاتلي داعش.

## معركة الفلوجة
في 22 مايو/ أيار 2016، نشر الجيش العراقي بيانا طلب فيه من سكان «أرض المعركة» مغادرة المنطقة عبر طرق آمنة. وقال الجيش العراقي أيضا إنه يجب على السكان المحليين الذين لم يستطيعوا المغادرة رفع الأعلام البيضاء فوق أسطحهم.
أمر حيدر العبادي ببدء العملية في وقت مبكر من يوم الاثنين 23 أيار/ مايو. وأضاف «ان العلم العراقي سيرتفع فوق ارض الفلوجة». في 23 مايو/أيار 2016 أفادت الأنباء أن مدينة الكرمة استعادتها قوات الحشد الشعبي. نشرت صور من قبل وسائل الإعلام التابعة للحشد الشعبي يظهر فيها قائد قوة القدس الإيرانية قاسم سليماني وغيره من قادة قوات الحشد الشعبي يناقشون استراتيجيات معركة الفلوجة. وفي اليوم الأول من الهجوم، تم الإستيلاء على مزيد من القرى والمقاطعات بالقرب من الفلوجة، مما أجبر مقاتلي داعش على التراجع إلى المناطق الداخلية للمدينة ذات الأهمية الاستراتيجية. وقد تباطأ الهجوم لأنه تم العثور على مئات العبوات الناسفة في ضواحي المدينة.
أعلنت قوات الحشد الشعبي في 23 مايو/أيار أنها استولت على الكرمة، الواقعة على بعد حوالي 16 كيلومترا شمال شرق الفلوجة، مما يجعل معظم الأراضي الواقعة شرق الفلوجة تحت سيطرة الحكومة. وأعلنوا أيضا تحرير الحراريات والشهابي والدواية وقتل 40 من مقاتلي داعش خلال العملية العسكرية. أعلنت الحكومة العراقية أن المقاتلين الموالين للحكومة إستولوا على قريتي اللهيب وآل بو خنفر في 24 مايو/أيار.
وفي 25 أيار/مايو، قامت قوات الأمن العراقية بإخلاء 16 قرية ومقاطعة على الضواحي الشرقية للفلوجة. وأسفرت هذه الاشتباكات عن مقتل 40 من مقاتلي داعش. بلإضافة لذلك قتل 163 مقاتلا من تنظيم داعش و 15 مدنيا و 35 من القوات العراقية وميليشيات الحشد الشعبي
في اشتباكات أعادت للجيش العراقي السيطرة على المناطق المتبقية في الجنوب الشرقي، مما سمح لهم بإنشاء ممر يقطع المنطقة الخاضعة لسيطرة تنظيم داعش إلى قسمين. خلال اليوم، أفادت الأنباء أن عضوا في الباسيج الإيراني قتل في القتال بالقرب من الفلوجة. وفقا لقاسم الأعرجي، عضو لجنة الدفاع، فإن القوات تتقدم باستمرار و «تقترب من البوابة الشرقية للفلوجة».
وفي 27 أيار/مايو، شن التحالف الذي تقوده الولايات المتحدة غارات جوية في المدينة وحولها. أدت هذه الغارات إلى مقتل 70 مقاتلا من داعش في الفلوجة، بما في ذلك القائد الأعلى في المنطقة، ماهر البيلاوي وفي 28 مايو/أيار، أعلن الجيش العراقي بدء عملية تحرير مركز مدينة الفلوجة، الذي يعتبر معقل داعش في محافظة الأنبار الغربية.
في وقت مبكر من 30 مايو، بدأت القوات العراقية تدخل مدينة الفلوجة من 3 إتجاهات، وإستولت على قرية الصقلاوية. مع ذلك، فإن القوات العراقية واجهت مقاومة شديدة جدا من قوات داعش داخل المدينة، مما أدى إلى إبطاء تقدمها. وبحلول 26 يونيو/حزيران، أعلن الجيش العراقي إن الفلوجة «محررة بشكل كامل».
وخلال الفترة من 29 إلى 30 يونيو/حزيران، قصف التحالف بقيادة الولايات المتحدة والقوات الجوية العراقية قوافل كبيرة لمركبات تابعة لقوات داعش التي فرت من مناطق الرمادي وجزيرة الخالدية والفلوجة، بعد هزيمة تنظيم الدولة الإسلامية في الفلوجة مؤخرا. وقد دمرت الغارات الجوية أكثر من 150 سيارة وقتلت 360 شخصا على الأقل من تنظيم داعش.

## عقب الأحداث
أطلق الجيش العراقي مع القبائل المحلية هجوما جديدا في 5 كانون الثاني/ يناير 2017 للyستيلاء على المناطق المتبقية تحت سيطرة تنظيم داعش في الأنبار، حيث كانت الأهداف الرئيسية هي مدن عانة وراوة والقائم. غير أن العملية توقفت بعد إعادة الإستيلاء على الصكرة والزاوية بسبب الإستعدادات لإستعادة الضفة الغربية من الموصل. بدأت القوات العراقية هجوما جديدا لطرد التنظيم من المنطقة على طول الحدود في سبتمبر 2017.